# Michael Kidd-Gilchrist
Michael Anthony Edward Kidd-Gilchrist (* 26. September 1993 als Michael Gilchrist in Philadelphia, Pennsylvania) ist ein US-amerikanischer Basketballspieler, der zuletzt für die Dallas Mavericks in der NBA spielte.

## Karriere

### Highschool

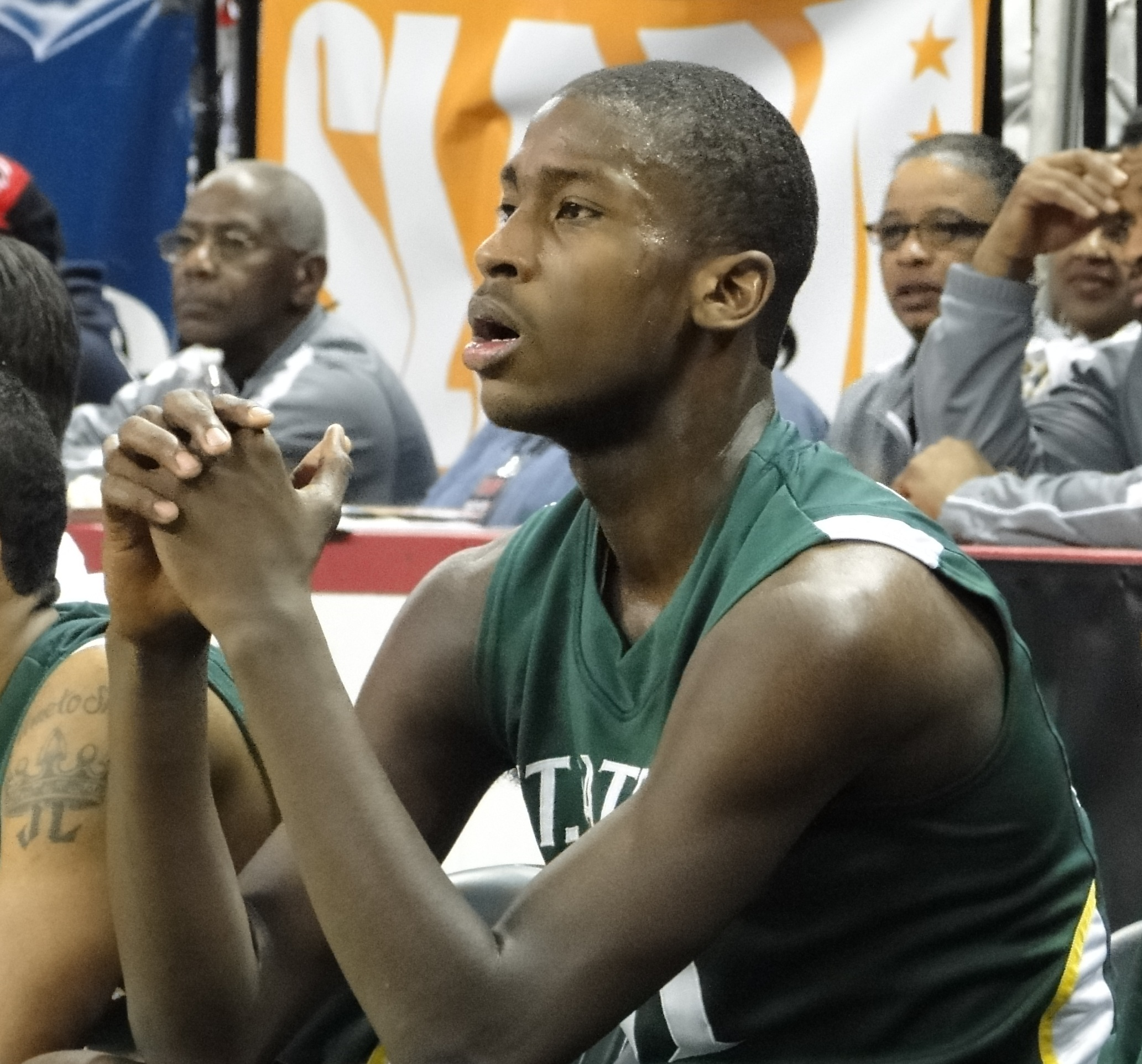
Kidd-Gilchrist als Highschool-Spieler (2010)

Als er für die St. Patrick Highschool in New Jersey spielte, war er einer der besten Basketballspieler seines Alters des Landes. Im Juli 2010 gewann er mit der U-17-Nationalmannschaft die WM in Hamburg.

### College
Am 14. April 2011 gab er bekannt, dass er in der Saison 2011/12 für die University of Kentucky spielen werde. In seinem ersten Spiel am College machte er 15 Punkte gegen die Marist Red Foxes. Sein erstes Double-Double erreichte er im Spiel gegen den Erzrivalen, die North Carolina Tar Heels, mit 17 Punkten und 11 Rebounds. In der Saison 2011/12 gewann er zusammen mit Anthony Davis und Marquis Teague das NCAA-Division-I-Basketball-Championship-Turnier.

### NBA

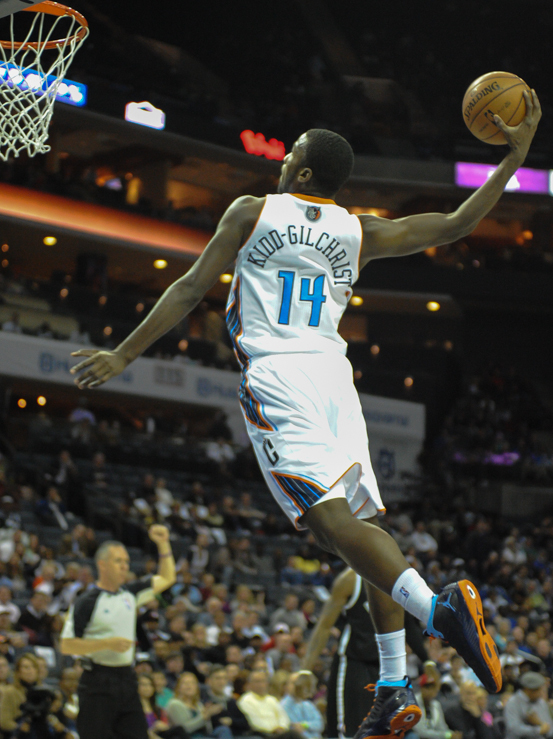
Kidd-Gilchrist beim Slam Dunk

Im April 2012 meldete er sich zur NBA-Draft 2012 an. Am 28. Juni wurde er an zweiter Stelle von den Charlotte Hornets, damals noch Bobcats, gedraftet. Weniger als zwei Monate nach seinem 19. Geburtstag erzielte er beim Sieg gegen die Dallas Mavericks am 10. November 2012 mit 25 Punkten und 12 Rebounds sein erstes Double-Double in der NBA. Nur einem Spieler gelang das früher. Im Alter von nur 18 Jahren war dies LeBron James. In seinem zweiten NBA-Spiel am 30. Oktober 2012 (in Phoenix) gelangen ihm 21 Punkte, 12 Rebounds. Auch am 29. November gegen Memphis (33 Punkte, 16 Rebounds) und am 20. Dezember in Chicago (32 Punkte und 10 Rebounds) war er noch unter 20. Am Ende der Saison wurde er in das NBA All-Rookie Second Team berufen.
2014 erreichte er mit den Hornets erstmals die Playoffs, wo man gegen die Miami Heat in der ersten Runde ausschied. Die Saison 2014/15 war Kidd-Gilchrist persönlich bestes Jahr, das er mit 10,9 Punkten, 7,6 Rebounds und 1,4 Assists abschloss. Er verlängerte seinen Vertrag im Sommer 2015 um weitere vier Jahre für 52 Millionen US-Dollar.
Während eines Testspiels zur Saison 2015/16 gegen die Orlando Magic, verletzte sich Kidd-Gilchrist schwer an der rechten Schulter, womit er voraussichtlich die gesamte Saison ausfallen wird. Er kehrte jedoch bereits im Januar 2016 zurück auf das Spielfeld, verletzte sich jedoch erneut nach 7 absolvierten Saisonspielen an der Schulter und gab kurze Zeit später sein Saisonaus bekannt.
Die folgenden drei Saisons stagnierte Kidd-Gilchrist zunehmend mit seinen Leistungen. In der Saison 2018/19 verlor er seinen Stammplatz in der Startaufstellung der Hornets. Er kam nur noch durchschnittlich 19 Minuten pro Spiel zum Einsatz und erzielte in dieser Saison 6,7 Punkte und 3,8 Rebounds pro Spiel.
Kidd-Gilchrist wurde im Februar 2020 von den Hornets entlassen, nachdem es ihm nie gelungen war seine hohe Draftposition zu rechtfertigen. Er unterschrieb kurz darauf bei den Dallas Mavericks.

## Sonstiges
Kidd-Gilchrists Vater Michael Gilchrist Sr., ein ehemaliger College-Basketballspieler, wurde am 11. August 1996 erschossen. Am 7. Juli 2011 erklärte Michael, dass er seinen Namen, in Gedenken an seinen verstorbenen Onkel Darrin Kidd, offiziell in Kidd-Gilchrist geändert hat.
Der ehemalige NBA-Spieler Dajuan Wagner ist Kidd-Gilchrists Cousin.